# LenovoEMC
LenovoEMC (anteriormente Iomega), por vezes citada como lenovo EMC², é uma empresa produtora de dispositivos de armazenamento de dados. Fundada nos anos 80 em Roy, Utah, Estados Unidos como Iomega, a LenovoEMC vendeu mais de 410 milhões discos e dispositivos de armazenamento.O Zip drive foi seu produto mais importante.